# Partidul Socialist din Moldova
Partidul Socialist din Moldova este un partid politic din Republica Moldova, care a fost înființat la 11 august 1992, de mai mulți foști membri ai Partidului Comunist al Moldovei, a cărui activitate a fost interzisă în august 1991.

## Conducerea partidului
1. Victor Morev, președinte PSM; 
2. Vladimir Dorojco, copreședinte PSM;

## Rezultate electorale
Partidul Socialist din Moldova a avut următoarele rezultate în alegerile desfășurate în Republica Moldova:
- Alegerile parlamentare din 27 februarie 1994, în cadrul Blocului electoral “Partidul Socialist și Mișcarea Unitate-Единство”: 390584 voturi (22,00%), 28 deputați
- Alegeri locale 16 aprilie 1995, în cadrul Blocului electoral “Partidul Socialist și Mișcarea Unitate-Единство”
  - Consilii raionale și municipale 84130 voturi (7,17%), 82 consilieri
  - Consilii locale 42591 voturi (3,83%), 286 consilieri
  - Primari 29274 voturi (2,73%), 13 primari.
- Alegerile parlamentare din 22 martie 1998, în cadrul Blocul electoral “Unitatea Socialistă”":  29647 voturi (1,83%) si nu a depășit pragul electoral de 4%.
- Alegerile locale 23 mai 1999:
  - Consilii județene și municipale 18378 voturi (1,51%), 2 consilieri
  - Consilii locale 17586 voturi (1,59%), 40 consilieri
  - Primari 21835 voturi (1,98%), 5 primari.
- Alegeri parlamentare 25 februarie 2001, în cadrul Blocului electoral “Alianța Braghiș”: 212071 voturi (13,36%), 19 deputați.
- Alegeri locale 2003
  - consilii raionale și municipale: 2514 voturi (0,20%), 0 consilieri[3]
  - Consilii orășenești și sătești: 1951 voturi (0,19%), 21 consilieri[4]
  - Primari: 3 primari.
- Alegerile parlamentare din 6 martie 2005 în cadrul Blocului electoral “Patria-Родина”: 77490 voturi (4,97%), 0 mandate de deputați în Parlamentul Republicii Moldova[5]

- Alegeri locale 3 iunie 2007[6]
  - Consilii locale 1856 voturi (0,18%), 14 consilieri

- La alegerile parlamentare din 28 noiembrie 2010 nu a participat, susținînd lista Partidului Comuniștilor din Republica Moldova.[7]

- Alegeri locale 5 iunie 2011[8]
  - Consilii raionale și municipale 108 voturi (0,01%), 0 consilieri
  - Consilii locale 51 voturi (0,00%), 0 consilieri